# Armstrong Whitworth Wolf
L'Armstrong Whitworth Wolf était un biplan biplace de reconnaissance et de coopération britannique de l'entre-deux-guerres. 
Cet appareil se caractérisait par une voilure affectée d'une forte flèche, le plan inférieur ayant une corde plus faible que le plan supérieur. Le fuselage, biplace en tandem, s'affinait vers l'avant pour être suspendu dans l'entreplan. La construction était mixte, avec un structure en bois pour les ailes et une structure tubulaire métallique pour le fuselage, le tout étant entoilé. 

## Historique
Le prototype prit l'air le 19 janvier 1923 et la Royal Air Force commanda deux exemplaires supplémentaires. Aucune série ne devait suivre, les trois appareils finissant leur carrière au Royal Aircraft Establishment (RAE) de Farnborough, utilisés comme bancs d'essais volants. Trois autres exemplaires (G-EBHI, G-EBHJ et G-AAIY) furent construits pour l'école Armstrong Whitworth de Whitley, chargée de former des spécialistes pour les réserves actives de la Royal Air Force, le dernier étant construit seulement en 1929. À Whitley, cet appareil semble avoir été apprécié par les pilotes mais pas par les mécaniciens, qui reprochaient au Wolf d'avoir un haubanage et un train d'atterrissage difficiles à entretenir.
Les cinq premiers Wolf furent envoyés au pilon en 1931, le dernier construit étant transféré à Hamble et utilisé comme cellule d'instruction par Armstrong Whitworth.